# Odontocolon canadense
Odontocolon canadense là một loài tò vò trong họ Ichneumonidae.